# Trinomys setosus
Trinomys setosus és una espècie de mamífer rosegador de la família de les rates espinoses. És endèmica dels boscos situats a l'oest de les serralades litorals dels estats de Bahia i Minas Gerais (Brasil). Els seus hàbitats naturals són tota mena de boscos i les sabanes. Es creu que no hi ha cap amenaça significativa per a la supervivència d'aquesta espècie, que anteriorment es classificava al gènere Proechimys.